# Hafizpur
Hafizpur è una suddivisione dell'India, classificata come census town, di 4.520 abitanti, situata nel distretto di Azamgarh, nello stato federato dell'Uttar Pradesh. 